# Wheeler Shale
Der Wheeler Shale, oft auch als Wheeler-Formation bezeichnet, ist eine Gesteinsformation im US-amerikanischen Bundesstaat Utah. Sie entstand im mittleren Kambrium vor zirka 507 Millionen Jahren und enthält eine Konzentratlagerstätte mit außergewöhnlich gut erhaltenen Fossilien.
Weltberühmtheit erlangte der Wheeler Shale durch Funde hervorragend erhaltener Trilobiten, beispielsweise Elrathia kingii (Staatsfossil von Utah), sowie verschiedener Vertreter der Agnostiden. Auch Organismen ohne mineralisches Skelett, etwa Naraoia (Familie Naraoiidae), Wiwaxia und Hallucigenia, sind im Wheeler Shale erhalten. Der Erhaltungsmodus (kohlenstoffreicher, filmartiger Überzug) dieser „Weichkörperfauna“ erinnert an die Konservatlagerstätten des Burgess-Schiefer-Typus.

## Namensgebung
Der Wheeler Shale wurde 1908 von Charles Walcott nach seiner Typlokalität benannt, dem Wheeler-Amphitheater, einer halbkreisförmigen Geländevertiefung in der nordöstlichen House Range. Das Wheeler-Amphitheater hatte seinerseits wie viele andere Örtlichkeiten des US-amerikanischen Südwestens seinen Namen zu Ehren des Offiziers und Landvermessers George Montague Wheeler erhalten.

## Vorkommen und geologischer Rahmen
Die Wheeler-Formation in West-Utah erstreckt sich vom Höhenzug der House Range (im Millard County) rund 40 Kilometer nach Nordosten bis hin zu den Drum Mountains (im Juab County). Auch die Drum Mountains führen ähnliche Versteinerungen mit vergleichbarem Erhaltungszustand. Ein kleineres Vorkommen befindet sich noch in den Canyon Mountains Zentralutahs. Bei den genannten Höhenzügen handelt es sich um herausgehobene Horste, die geologisch zur östlichen Basin and Range gehören. In ihnen treten jetzt die sonst überdeckten kambrischen Sedimentfolgen weitgehend zu Tage. Durch die neogene Dehnungstektonik wurde der Schichtenverband zum Teil verkippt – in der House Range z. B. streichen die Sedimente daher meist Nordnordost bis Nordost und fallen flach (10 bis 20°) nach Osten ein.

## Fazies
Die Sedimente des Wheeler Shales sind tropisch-marinen Ursprungs und wurden am rund 300 Kilometer breiten, passiven Kontinentalrand Laurentias in einer Meeresbucht, der House Range Embayment (HRE) abgelagert. Der durch das Einsinken des Kontinentalrandes allmählich ansteigende Meeresspiegel wird durch absinkende δ13C-Werte dokumentiert. Das relativ sauerstoffarme Becken der House Range Embayment war sehr wahrscheinlich von Verwerfungen vorgezeichnet und lag in unmittelbarer Nähe des breiten laurentischen Karbonatschelfs. Im Wheeler Shale sind daher gleichzeitig mehrere sedimentäre Fazies anzutreffen: In den Drum Mountains, deren Ablagerungsbereich relativ nahe am Schelfrand lag, kam eine karbonatreiche Schelf- und Schelfrandfazies zur Ablagerung, wohingegen im Bereich der House Range die Beckenfazies dominiert.

## Lithologie und Stratigraphie
Der meist oliv- bis dunkelfarbene Wheeler Shale besteht überwiegend aus homogenen, feinkörnigen Schiefertonen (Schwarzschiefersedimente mit Korngrößen unter 50 μm und einem Karbonatgehalt von 17 bis 47 Gewichtsprozent), in die dünnbankige Karbonatlagen eingeschaltet sein können. Er kam unterhalb der Wellenbasis als niedrigenergetisches Sediment unter anoxischen Bedingungen zur Ablagerung. Die Karbonatkomponente lässt sich durch den nahegelegenen Schelfrand erklären.
Das Profil an der Typlokalität in der House Range besteht aus heterogenen Ablagerungen von Kalkmergeln, Mergelkalken, Tonsteinen und dünnbankigen Plattenkalken. In den Drum Mountains finden sich als Schelfbeckensedimente fleckige, dünnschichtige Sparite, im offenen Schelfbereich Rhythmite und in anschließenden tieferen Hanglagen Tonsteine.
Am Marjum Pass Koordinaten: 39° 15′ 0″ N, 113° 20′ 0″ W in der House Range erreicht der Wheeler Shale eine Mächtigkeit von 190 Meter, in den 40 Kilometer weiter nordostwärts gelegenen Drum Mountains steigt die Mächtigkeit bis auf 306 Meter an. Stratigraphisch folgt er auf die resistente Kalkformation des Swasey Limestones, von der er sich mit seinen weitaus sanfteren Geländeformen deutlich absetzt. Zusammen mit der überlagernden Marjum-Formation und der darauf folgenden unteren Weeks-Formation stellt er eine der mächtigsten, bestens aufgeschlossenen und fossilreichsten mittelkambrischen Abfolgen Nordamerikas dar.
Biostratigraphisch liegt der Wheeler Shale innerhalb der laurentischen Trilobitenzone Bolaspidella. In ihm dokumentiert sich außerdem 62 Meter über seiner Basis das erstmalige Auftreten des Trilobiten Acidusus atavus (Ptychagnostus atavus), der Ptychagnostus gibbus ablöst (Beginn des Drumiums). Zehn Meter höher liegt eine negative Kohlenstoffisotopenanomalie, die mit einem Transgressionshöchststand einhergeht.

## Fauna
Die aufgefundene Fauna setzt sich zusammen aus Algen, Ringelwürmern, diversen Gliederfüßern (z. B. Anomalocariden, Emeraldella, Phyllocariden), Brachiopoden, Carpoiden, Chancelloriden, Eocrinoideen, Priapuliden, Quallen, Schwämmen, primitiven Stachelhäutern, Trilobiten und Trilobitenähnlichen.
Seltene Mikrofossilien sind Acritarchen, Conodonten und Radiolarien.

### Taphonomie  und Biofazies
Eigenartigerweise treten Hartschaler wie Trilobiten und Organismen mit Weichkörpererhaltung nie miteinander in der gleichen Schicht auf. Gaines und Droser (2005) erklären diesen Sachverhalt mit dem Sauerstoffgehalt des Meerwassers in Bodennähe sowie mit dem Grad der Bioturbation. So fand die Weichkörpererhaltung in tieferen, anaeroben Beckenabschnitten unter minimaler Bioturbation statt. Die Hartschaler hingegen finden sich in höher gelegenen dysaeroben Bereichen, die stärker durchwühlt wurden. Das Auftreten von Elrathia kingi(i) kennzeichnet den Übergang. Eine Ausnahme in diesem Schema stellen die Agnostiden dar, die als planktonisch lebende Organismen überall vorkommen können.
Im Einzelnen lassen sich folgende Biofazies unterscheiden (geordnet nach zunehmender Wassertiefe bzw. sinkendem Sauerstoffgehalt oder geringerer Durchwühlung):
| Biofazies                   | Sauerstoffgehalt | Bioturbation               | Taphozönose                                                                       |
| --------------------------- | ---------------- | -------------------------- | --------------------------------------------------------------------------------- |
| Bolaspidella                | dysaerobisch     | einheitlich gut durchwühlt | verarmt – Bolaspidella                                                            |
| Asaphiscus                  | dysaerobisch     | schwach durchwühlt         | diverse Trilobiten – Asaphiscus, Alokistocare, Olenoides                          |
| Elrathia                    | exaerobisch      | einsetzende Bioturbation   | monospezifisch – Elrathia kingii                                                  |
| Proximale Weichkörperfazies | anaerobisch      | nicht vorhanden            | Metazoa                                                                           |
| Distale Weichkörperfazies   | anaerobisch      | nicht vorhanden            | pelagische Algen – Marpolia spissa pelagische Trilobiten – Brachyaspidion microps |

### Fauna nach Stämmen geordnet

#### Algen und Cyanobakterien („Blaualgen“)
- Margaretia dorus
- Marpolia spissa – Cyanobakterie
- Morania fragmenta – Cyanobakterie
- Yuknessia simplex – Grünalge?

#### Stamm Arthropoda (Gliederfüßer)
- Branchiocaris pretiosa – Crustacea
- Branchiocaris sp.
- Canadaspis cf. perfecta
- Dicerocaris opisthoeces
- Pahvantia hastata
- Perspicaris dilatus
- Proboscicaris agnosta
- Pseudoarctolepis sharpi – Phyllocarida
- Tuzoia? peterseni
- Cambropodus gracilis – möglicherweise Stammgruppenvertreter der Myriapoda[16]

#### Stamm Arthropoda –Arachnomorpha
- Alalcomenaeus cf. cambrius
- Dicranocaris guntherorum
- Mollisonia symmetrica
- Naraoia
- Sydneyia sp.

#### Stamm Arthropoda – KlasseTrilobita

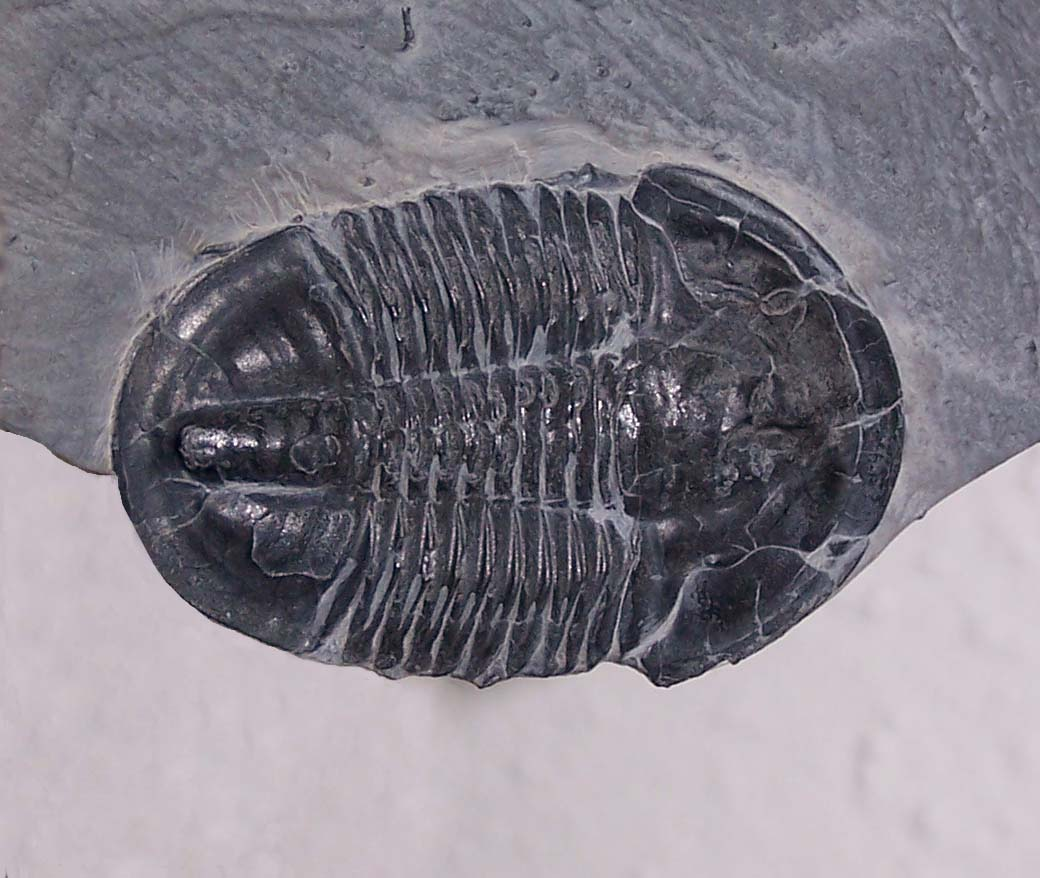
Asaphiscus wheeleri, Mittelkambrium, Wheeler Shale, Utah

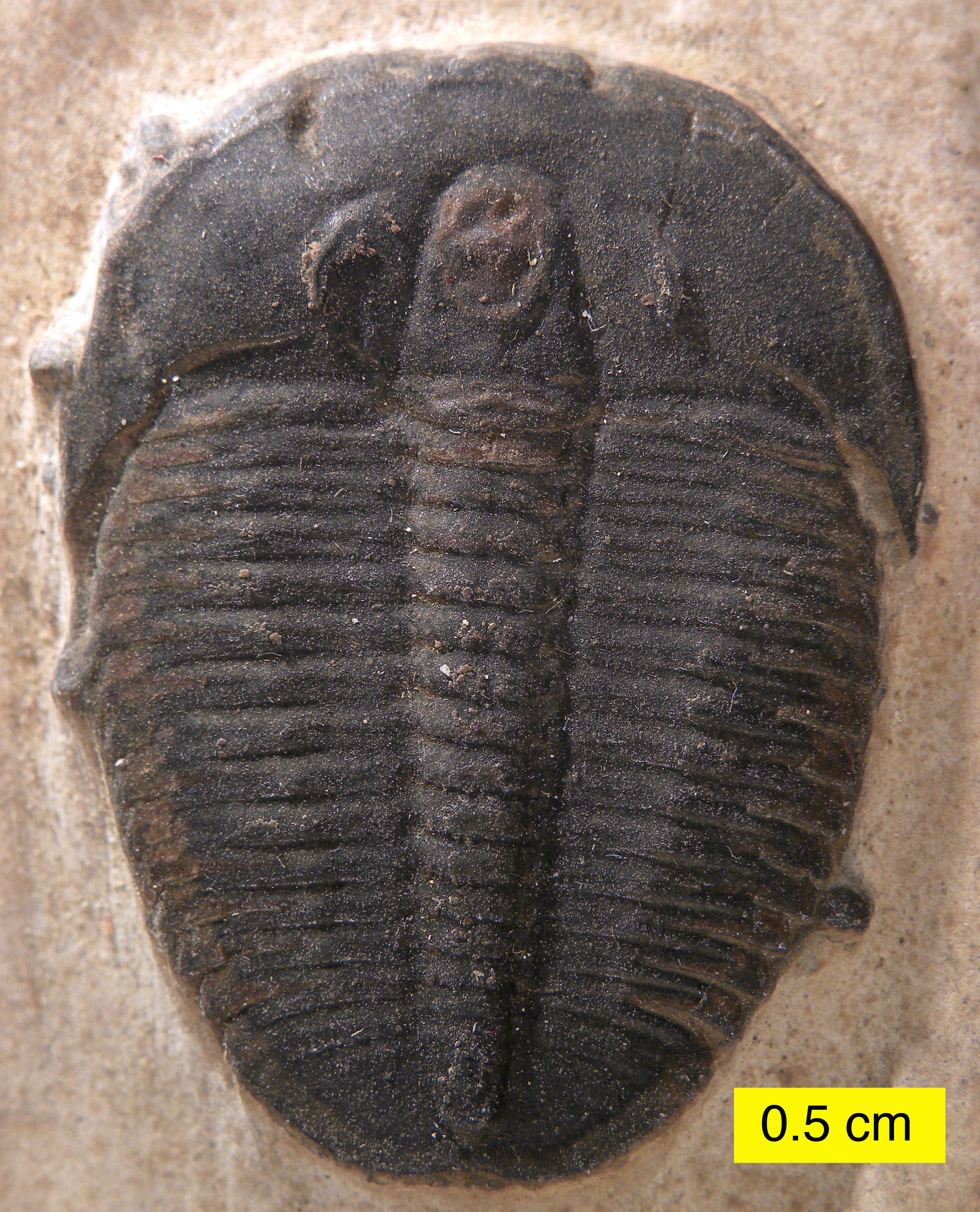
Elrathia kingii, Mittelkambrium, Wheeler Shale, Utah

- Baltagnostus eurypyx – Ordnung Agnostida
- Hypagnostus parvifrans
- Peronopsis amplaxis
- Peronopsis bidens
- Peronopsis fallax
- Peronopsis gaspensis
- Peronopsis intermedius
- Peronopsis interstrictus
- Peronopsis montis
- Peronopsis segmentis
- Ptychagnostus atavus = Acidusus atavus
- Ptychagnostus germanus
- Ptychagnostus gibbus
- Ptychagnostus intermedius
- Ptychagnostus michaeli
- Ptychagnostus occultatus
- Ptychagnostus seminula
- Glyphaspis concavus – Ordnung Asaphida
- Bathyuriscus fimbriatus – Ordnung Corynexochida
- Kootenia species – sehr selten!
- Olenoides expansus
- Olenoides nevadensis
- Olenoides serratus
- Tonkinella breviceps
- Zacanthoides divergens
- Zacanthoides sp.
- Altiocculus harrisi – Ordnung Ptychopariida
- Alokistocare sp.
- Asaphiscus wheeleri
- Bathyocos housensis
- Bathyuriscus sp.
- Bolaspidella drumensis
- Bolaspidella housensis
- Bolaspidella sp.
- Bolaspidella wellsvillensis
- Brachyaspidion microps
- Brachyaspidion sulcatum
- Cedaria minor
- Elrathia kingi(i)
- Elrathia sp.
- Elrathina wheeleri = Ptychoparella wheeleri
- Jenkinsonia varga
- Modocia brevispina
- Modocia laevinucha
- Modocia typicalis
- Ptychoparella sp.
- Ptychoparella wheeleri
- Spencella sp.

#### StammBrachiopoda(Armfüßer)
- Acrothele subsidua

#### StammChordata(Chordatiere)
- Hertzina – Conodonta

#### StammCnidaria(Nesseltiere)
- Cambromedusa

#### StammLobopodia(Lobopoden)
- Aysheaia prolata
- Hallucigenia

#### StammMollusca(Weichtiere)
- Pelagiella

#### StammEchinodermata(Stachelhäuter)
- Castericystis sp. – Carpoidea
- Castericystis sprinklei
- Cothurnocystis sp.
- Ctenocystis sp. – Ctenocystoidea
- Gogia spiralis – Eocrinoidea

#### StammPorifera(Schwämme)
- Chancelloria pentacta – Chancelloriidae
- Choia carteri
- Choia utahensis
- Crumillospongia
- Diagonella

#### StammPriapulida(Priapswürmer)
- Selkirkia sp.
- Selkirkia willoughbyi

#### Taxa mit unsicherer Zuordnung
- Anomalocaris nathorsti – Anomalocaride
- Anomalocaris sp.
- Eldonia
- Hylolithellus sp – Wurmartiger
- Wiwaxia

## Galerie

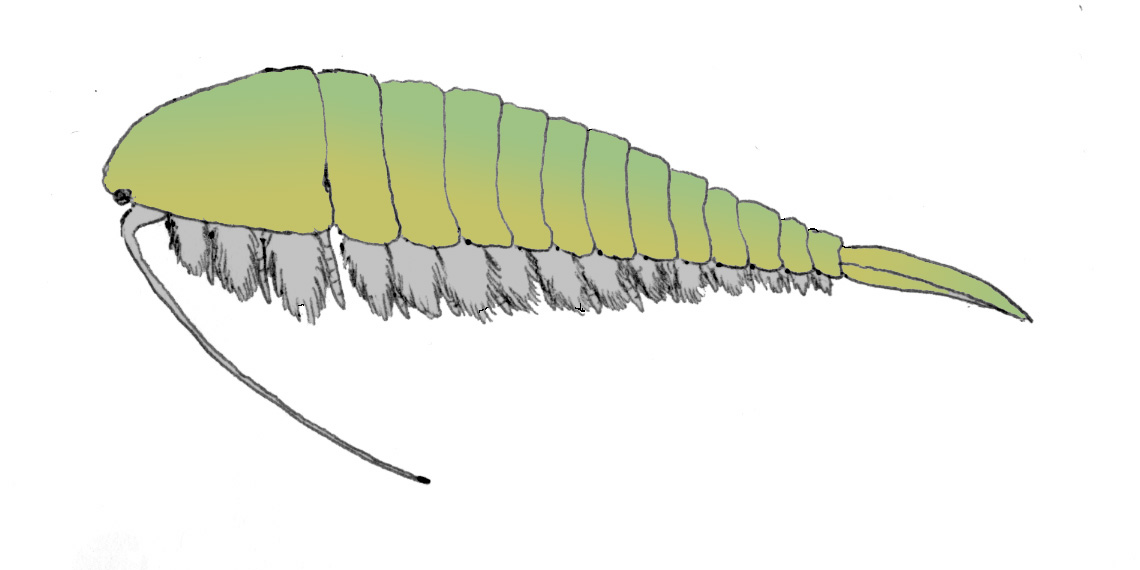
Alalcomenaeus
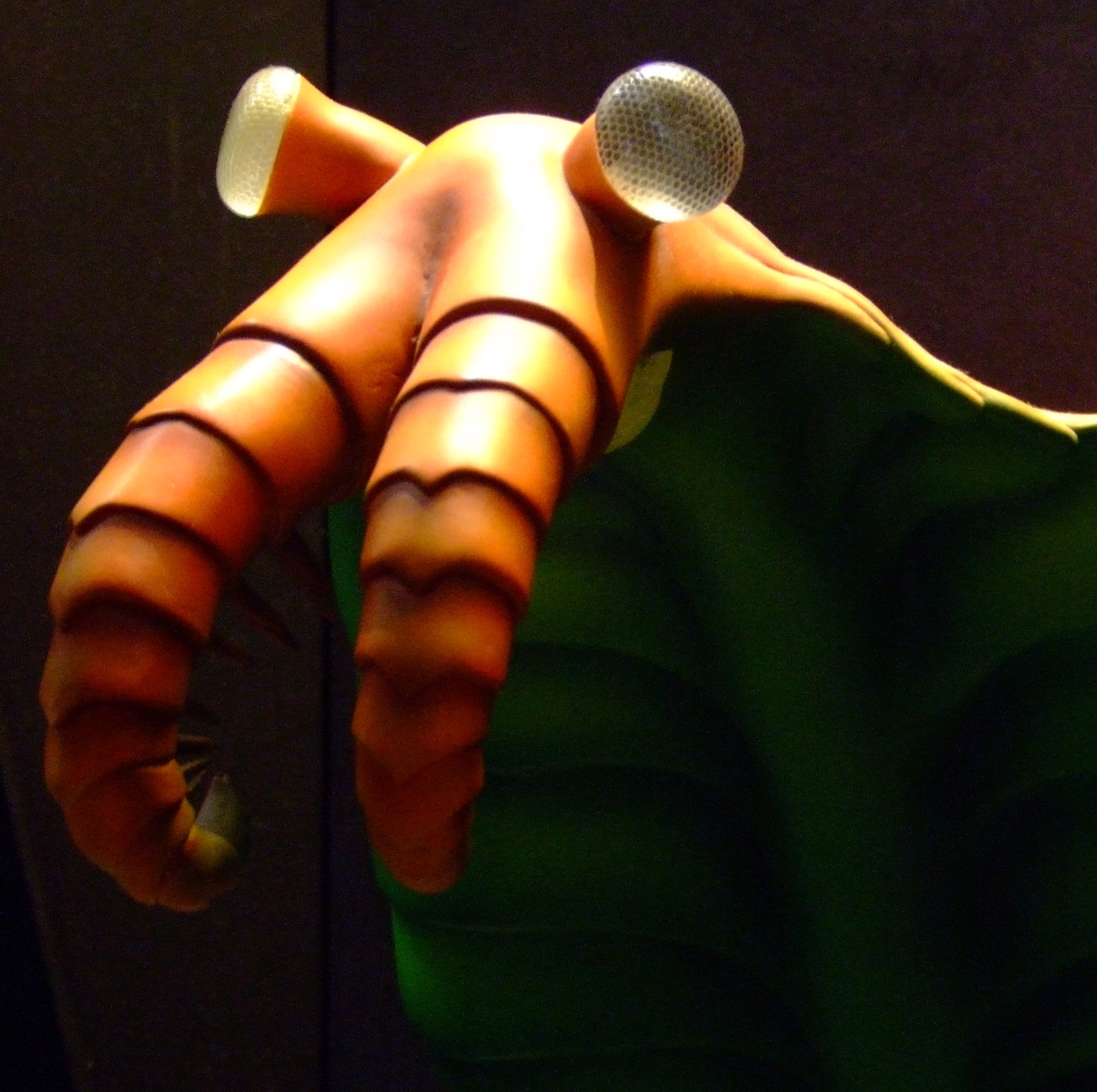
Model von Anomalocaris
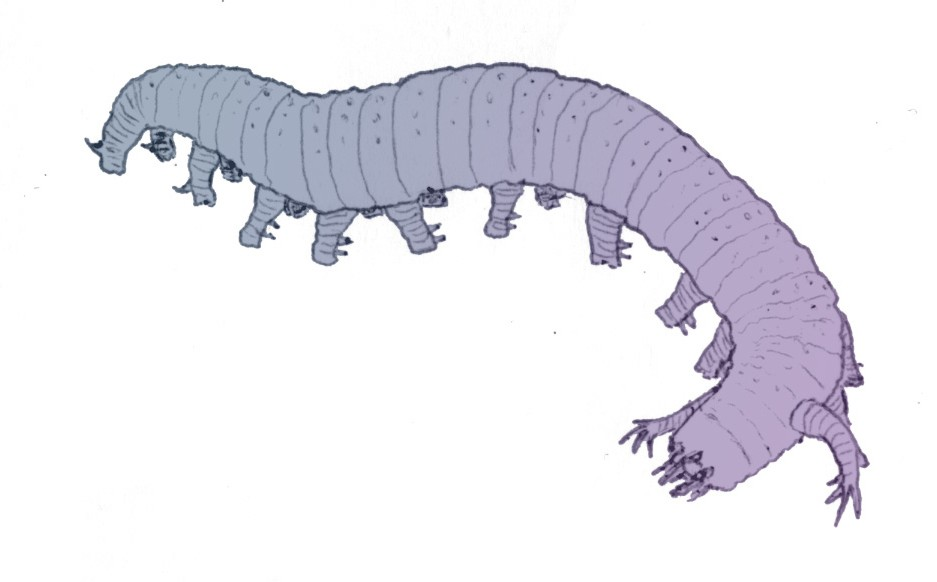
Aysheaia
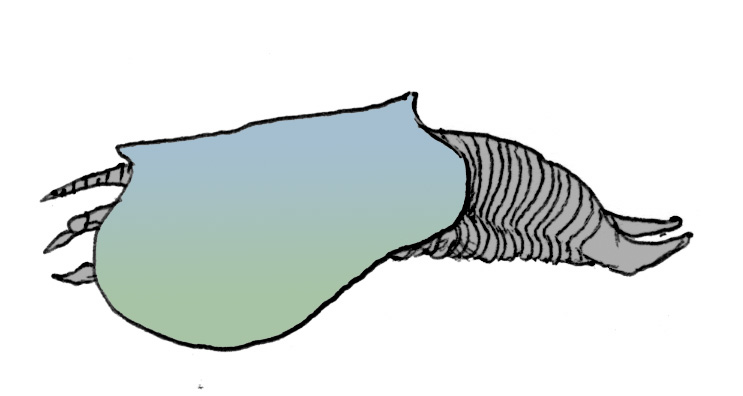
Branchiocaris
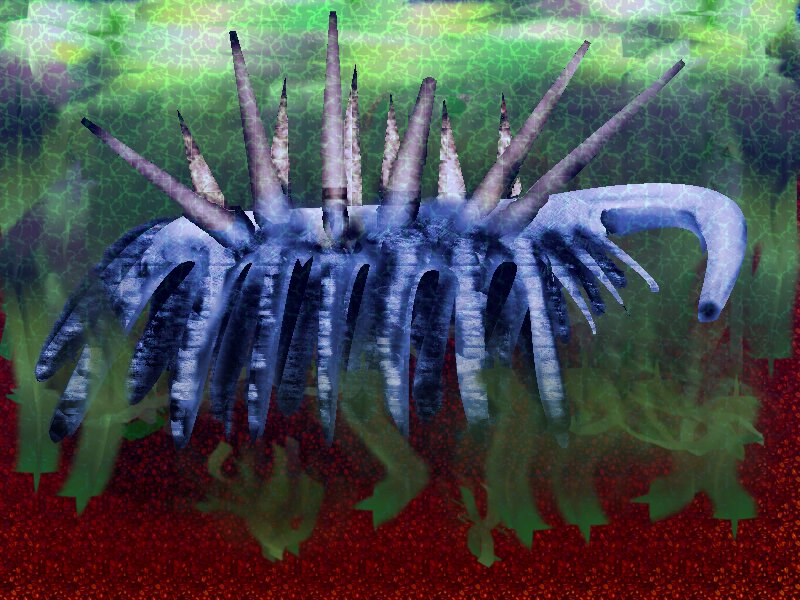
Hallucigenia
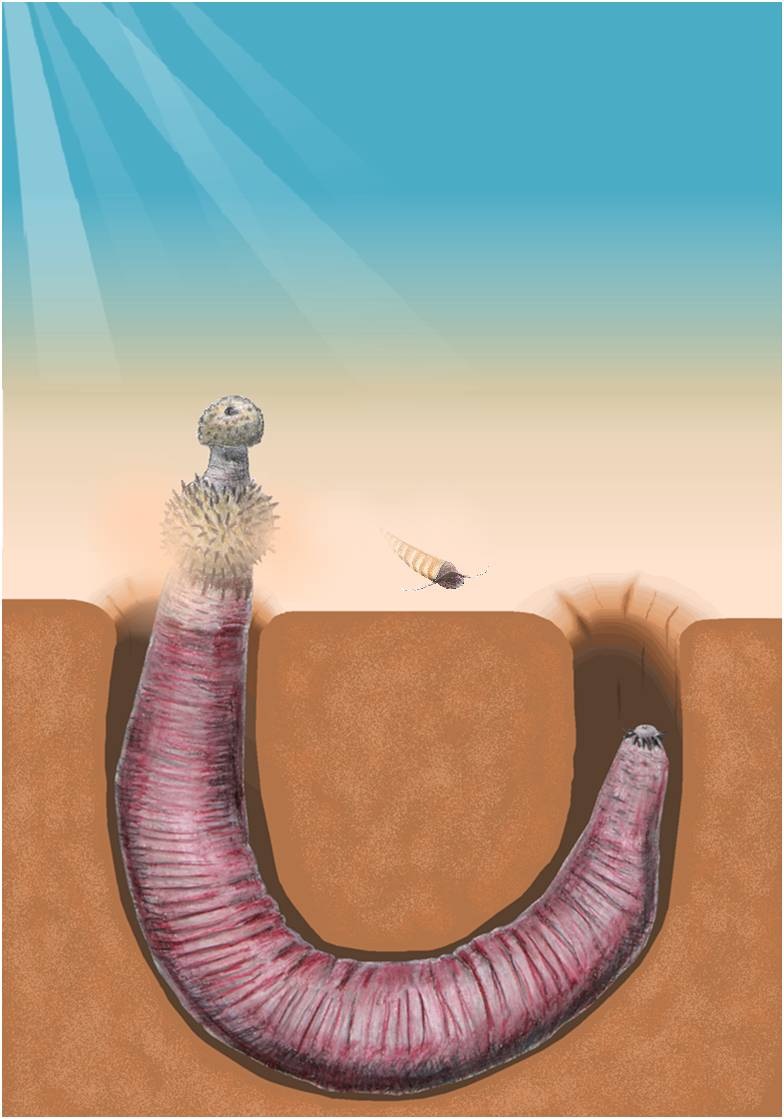
Ottoia
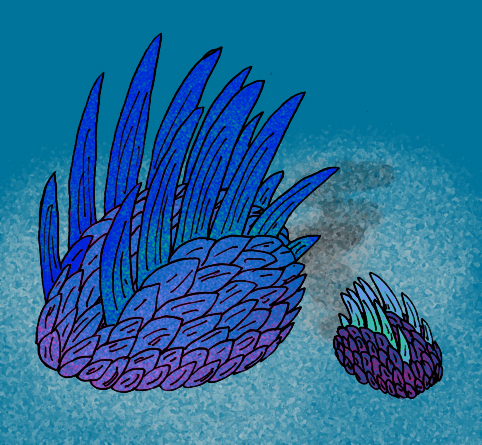
Wiwaxia